# Мындряну, Степан Богослович
Степан Богослович Мындряну — советский хозяйственный, государственный и политический деятель.

## Биография
Родился в 1930 году в Кишиневе. Член КПСС с 1957 года.
С 1947 года — на хозяйственной, общественной и политической работе. В 1947—1990 гг. — слесарь строительно-монтажного управления, затем завода, военнослужащий Советской Армии, слесарь ремонтного завода, завода «Автодеталь», слесарь-инструментальщик Кишиневского тракторного завода.
Избирался депутатом Верховного Совета СССР 8-го и 9-го созывов. Делегат XXIV съезда КПСС.
Жил в Кишиневе.